# Hypena subvittalis
Hypena subvittalis là một loài bướm đêm trong họ Erebidae.